# Sutkagan Dor
Sutkagan Dor (anche Sutkagen Dor) è un sito archeologico, antico insediamento  della civiltà della valle dell'Indo; si trova nella regione del Belucistan, nel Pakistan sud-occidentale, a circa 480 km ad ovest di Karachi, sulle coste del Makran, non lontano dal confine con l'Iran.
Il sito si trova vicino alla riva occidentale del fiume Dasht, alla sua confluenza con il Gajo Kaur. Era un insediamento relativamente piccolo, con muri e porte in pietra. Inoltre, è il sito conosciuto più occidentale della civiltà della valle dell'Indo.

## Gli scavi
Sutkagan Dor fu scoperto nel 1875 dal maggiore Edward Mockler, che condusse alcuni scavi su piccola scala.
Nel 1928 Aurel Stein visitò la zona come parte del suo viaggio alla scoperta dell'antica regione della Gedrosia e condusse ulteriori scavi. Nell'ottobre 1960 Sutkagan Dor fu esplorato più ampiamente da George F. Dales come parte del suo sopralluogo della regione del  Makran, scoprendo strutture fatte di pietra e mattoni di fango senza paglia.

## Architettura
Il sito misura circa 4,5 ettari (300 × 150 m); oltre alla tipica struttura come altre città della stessa civiltà con la cittadella e la città bassa, vi è una massiccia cinta muraria di pietre semilavorate. La cinta della cittadella varia in altezza e spessore a causa dei contorni irregolari della base rocciosa naturale, ma ad un punto circa a metà strada lungo la parete orientale arriva fino ad uno spessore di circa 7,5 m alla base. il lato interno del muro è leggermente rovinato, mentre quello esterno ha una pendenza decisa, che varia da 23° a 40°.

## Percorso costiero
Sebbene ora nell'entroterra, in tempi antichi il sito potrebbe essere stato vicino al fiume navigabile e quindi si trovava su una rotta commerciale con altri centri. Molto probabilmente esisteva un percorso costiero che collegava siti come Lothal e Dholavira a Sutkagan Dor sulla costa del Makran. È stato suggerito che il sito potrebbe essere stato un importante centro commerciale, che metteva in comunicazione i centri del Golfo Persico e del Mar Arabico con l'entroterra.

## Ritrovamenti
Stein recuperò 127 lame di selce che misuravano fino a 27,5 cm. Inoltre sono stati trovati vasi di pietra, punte di freccia in pietra, punte di freccia in rame, ceramiche e vari altri oggetti. Un disco di rame e bronzo, probabilmente associato al complesso archeologico Bactria – Margiana (BMAC), fu scoperto nei pressi del sito.